# توری پراش

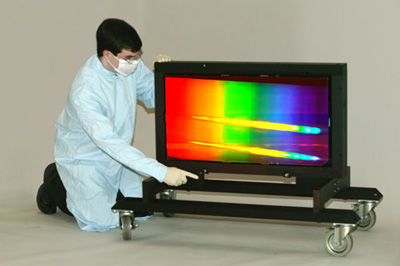
یک توری پراش بسیار بزرگ.

در نورشناسی، منظور از توری پراش یک توری یا پنجره شبکه‌ای شکل نوری است که دارای ساختاری دوره‌ای بوده و نور را به صورت پرتوهای مجزا به جهات مختلف منعکس می کند.
آرایه‌ای تکراری از عنصرهای پراشان، مانند روزنه‌ها یا مانع‌ها، که اثر آن‌ها ایجاد تغییرات تناوبی در فاز، دامنه یا هر دوی آن‌ها در یک موج خروجی است، یک توری پراش نامیده می‌شود. به‌طور عمومی‌تر هر ویژگی اپتیکی که در ساختار ماده تکرار شود، توری را تشکیل می‌دهد. ابتدا بهترین ابزارها در واقع مجموعهٔ چند شکافی بودند که معمولاً از یک شبکهٔ سیم نازک یا نخ که به دور شکاف‌ها پیچیده شده بود، تشکیل شده بود. یک پیکربندی چندشکافی، توری تراگسیل دامنه نامیده می‌شود. نوع متداول‌تر توری تراگسیل از راه خط‌کشی یا پدیدآوردن خراش‌های موازی در روی یک سطح شیشه‌ای تمیز و تخت، ساخته می‌شود. هر یک از این خراش‌ها به عنوان یک چشمهٔ نور پراکنده به کار می‌رود و مجموع آن‌ها آرایه‌ای منظم از چشمه‌های خطی تشکیل می‌دهند. هنگامی که توری کاملاً شفاف باشد، به‌طور که مدولاسیون دامنه چشم‌پوشیدنی باشد، تغییرات منظم در ضخامت توری در عرض آن یک مدولاسیون فاز ایجاد می‌کند و در این صورت یک توری تراگسیل فاز خواهیم داشت. توری معنای عام‌تری در فوتونیک دارد. به این صورت که مثلاً وقتی به یک مادهٔ الکترواپتیکی یا آکوستواپتیکی میدان الکتریکی یا صوت وارد می‌کنیم مولکول‌ها یا اتم‌های آن ماده طوری رفتار می‌کنند که ویژگی اپتیکی خاصی مانند ضریب شکست را به صورت دوره‌ای تکرار می‌کنند که همین پدیده خود توری پراش است و می‌تواند نور لیزر را پراشیده کند.
هنگامی که نور به توری پراش برخورد می‌کند، پراشیده می‌شود و پس از عبور از توری می‌توان طرح تداخلی موج نور را روی پرده مشاهده کرد. این طرح تداخلی چندگانه که حاصل از تداخل نور در شکاف‌های بسیار زیاد توری است، باعث به وجود آمدن قله‌های شدتی روی پرده می‌شود که مکان این قله‌ها در نمودار شدت بر حسب فاصله از نوار مرکزی قابل مشاهد است.

## بررسی نظری
رابطهٔ میان فاصلهٔ شکاف‌های توری و زاویهٔ پرتو ورودی به معادلهٔ توری می‌انجامد. توری‌ها به دو دستهٔ بازتابی و عبوری تقسیم می‌شوند. اگر نور ورودی نسبت به توری عمود باشد هر شکاف مانند روزنهٔ نور طبق اصل هویگنس عمل می‌کند و تعداد زیادی موج برهم‌نهی می‌کنند و روی پرده ظاهر می‌شوند. اگر نور ورودی با زاویه نسبت به خط عمود بر توری وارد شود، نوار مرکزی(m=۰) از مقابل وسط توری فاصله می‌گیرد و بسته به مورد مسئله طرح پراش در فاصله تشکیل می‌شود. نوار متناظر با عبور مستقیم نور نوار مرتبهٔ صفر یا نوار مرکزی است که توان بیشینه در آن است. این نوار می‌تواند مثبت یا منفی باشد.

## الکترودینامیک کوانتومی
الکترودینامیک کوانتومی نگاه دیگری به توری پراش دارد که آن دید فوتونی یا دید ذره‌ای به پدیدهٔ پراش است. در این نگاه پراش و طرح تداخلی با بررسی دامنهٔ احتمال عبور فوتون بررسی می‌شود.

## توری، عنصر پاشندهٔ نوری
بستگی طول موجی معادلهٔ توری نشان می‌دهد که اگر نور بس‌فام را به توری بزنیم، آن نور به طول موج‌های تشکیل دهنده‌اش تجزیه خواهد شد. هر رنگ به زاویه‌ای خاص گفته می‌شود و ما طرح رنگین کمانی را می‌بینیم. این مانند منشور است اما نوع پاشندگی در منشور بر اساس طول مسیر اپتیکی و اختلاف ضخامت است اما این‌جا بر اساس تداخل موج است.

## ساخت توری
در اصل، ساخت توری با کیفیت بالا به ساخت دستگاه‌های خط‌کشی بسیار دقیق نیاز دارد. هنری جوزف گریسون، دستگاهی را طراحی کرد که ۱۲۰٬۰۰۰ خط در اینچ بر جا می‌گذاشت. بعدتر تکنیک‌های لیتوگرافی ساخت توری‌های ظریف‌تر با استفاده از طرح تداخلی هولوگرافی، ممکن ساختند. توری‌های هولوگرافی به مونوکروماتورها ترجیح داده می‌شوند چراکه به خط باریک‌تری از نور دست پیدا می‌کنیم.
روش دیگر ساخت توری ژل حساس به نور است که میان دو زیرلایه ساندویچ می‌شود. یک طرح تداخلی هولوگرافی به ژل تابانده می‌شود که بعد پیشرفت داده می‌شود. این توری‌ها توری پراش فاز حجمی هولوگرافی نامیده می‌شود. در این نوع توری‌ها هیچ شیار و شکاف فیزیکی‌ای نداریم و فقط با مدولاسیون ضریب شکست در ژل این خاصیت فراهم می‌شود.
فناوری دیگری که در مدارهای فوتونیکی به کار می‌رود، هولوگرافی تخت دیجیتال است. توری‌های DPH در رایانه تولید می‌شوند و با میکرو لیتوگرافی یا چاپ نانو ساخته می‌شوند.

## نمونه‌ها
توری‌های پراش در تک‌فام کننده‌ها، طیف‌سنج، لیزر، WDMها و قطعات اپتیک فشرده‌ساز و… به کار می‌رود. CDها و DVDها که در زندگی روزمرهٔ ماست نمونه‌هایی از توری پراش هستند که اولین اثبات کنندهٔ آن در ایران خانم مبینا رنجبر مالی دره بودند که با تکمیل طرح به عنوان اولین دستگاه اندازه‌گیری طول موج لیزرها در ناحیه مرئی اختراع خویش را وارد بازار و در دسترس عموم نهادند.